# Département Yssel-Supérieur

Landkarte der Départements in der heutigen Benelux-Region

Das Département de l’Yssel-Supérieur (deutsch Departement der Ober-IJssel, niederländisch Departement van den Boven-IJssel) war ein von 1811 bis 1813 zum französischen Staat gehörendes Département. Es wurde nach dem Fluss IJssel benannt.

## Geschichte
Vor 1790 gehörte das Gebiet des Departements zu der historischen Provinz Gelderland der Republik der Vereinigten Niederlande. Im Zusammenhang mit der Revolution in Frankreich (1789) und dem ersten Revolutionskrieg (1792–1797) war 1795 in den nördlichen Niederlanden die Batavische Republik entstanden. 1806 ging diese in das Königreich Holland auf, das von Napoleons Bruder Louis Bonaparte regiert wurde. Nachdem Louis im Juli 1810 abdankte wurde das Territorium in das Französische Kaiserreich eingegliedert.
Zum 1. Januar 1811 erfolgte eine Neueinteilung der vorherigen holländischen Departements und eine Angleichung an die französische Verwaltungsgliederung. Das Verwaltungsgebiet des Departements der oberen IJssel umfasste den größten Teil des vorherigen holländischen Departements Geldern.
Vorübergehend, vom 1. Januar bis zum 27. April 1811, waren auch die Arrondissements Rees und Münster Teil des Departments der oberen IJssel. Sie hatten zuvor zum Großherzogtum Berg gehört und wechselten dann zum neuen Departement der Lippe, das zu den Hanseatischen Departements gehörte.
Entsprechend der französischen Verwaltungsgliederung war das Departement in Arrondissements, Kantone und Gemeinden untergliedert. Die Kantone waren zugleich Friedensgerichtsbezirke.
Nach der Niederlage Napoleons in der Völkerschlacht bei Leipzig (Oktober 1813) kam das Land im Dezember 1813 in den Besitz von Wilhelm von Oranien-Nassau. Aufgrund der auf dem Wiener Kongress (Juni 1815) getroffenen Vereinbarungen wurde das Gebiet dem neuen Königreich der Niederlande zugeordnet. Im August 1815 wurde dieses in Provinzen eingeteilt, aus dem Departement der oberen IJssel entstand die heutige Provinz Gelderland. Die vorübergehend zugehörenden Arrondissements Rees und Münster gingen an Preußen und gehören heute zu Nordrhein-Westfalen.

## Gliederung
Hauptort (chef-lieu) des Departements bzw. Sitz der Präfektur war die Stadt Arnheim. Es war in drei Arrondissements und 32 Kantone eingeteilt:
| Arrondissement             | Hauptorte der Kantone, Sitz der Friedensgerichte                                                                                              |
| -------------------------- | --- |
| Arnheim (Arnhem)           | Apeldoorn, Arnheim, Barneveld, Brummen, Ede, Elburg, Harderwijk, Hattem, Nijkerk, Twello, Vaassen, Velp, Wageningen, Zevenaar                 |
| Tiel                       | Bemmel, Elst, Geldermalsen, Tiel |
| Zutphen                    | Aalten, Borculo, Doesburg, Doetinchem, Eibergen, Gendringen, Groenlo, 's-Heerenberg, Lochem, Terborg, Vorden, Warnsveld, Winterswijk, Zutphen |
| Von Januar bis April 1811: | |
| Rees                       | Bocholt, Borken, Emmerich, Rees, Ringenberg, Stadtlohn                                                                                        |
| Münster                    | Dülmen, Haltern, Münster, Sankt Mauritz, Telgte                                                                                               |

Das Departement hatte eine Fläche von 5611 Quadratkilometern und nach einer Statistik aus dem Jahr 1812 insgesamt 192.700 Einwohner.